# Puszcza Mariańska (gemeente)
De gemeente Puszcza Mariańska is een landgemeente in het Poolse woiwodschap Mazovië, in powiat Żyrardowski.
De zetel van de gemeente is in Puszcza Mariańska.
Op 30 juni 2004 telde de gemeente 8431 inwoners.

## Oppervlakte gegevens
In 2002 bedroeg de totale oppervlakte van gemeente Puszcza Mariańska 142,41 km², waarvan:
- agrarisch gebied: 62%
- bossen: 32%

De gemeente beslaat 26,74% van de totale oppervlakte van de powiat.

## Demografie
Stand op 30 juni 2004:
| Omschrijving                   | Totaal | Totaal | Vrouwen | Vrouwen | Mannen | Mannen |
| ------------------------------ | ------ | ------ | ------- | ------- | ------ | ------ |
| eenheid                        | aantal | %      | aantal  | %       | aantal | %      |
| inwoners                       | 8431   | 100    | 4203    | 49,9    | 4228   | 50,1   |
| bevolkingsdichtheid (inw./km²) | 59,2   | 59,2   | 29,5    | 29,5    | 29,7   | 29,7   |

In 2002 bedroeg het gemiddelde inkomen per inwoner 1208,95 zł.

## Administratieve plaatsen (sołectwo)
Aleksandria, Bartniki, Bednary, Biernik, Budy Zaklasztorne, Długokąty, Długokąty Małe, Górki, Grabina Radziwiłłowska, Huta Partacka, Kamion, Karnice, Korabiewice, Lisowola, Michałów, Mrozy, Nowa Huta, Nowy Łajszczew, Puszcza Mariańska, Radziwiłłów, Sapy, Stary Karolinów, Stary Łajszczew, Studzieniec, Waleriany, Zator.

## Aangrenzende gemeenten
Bolimów, Kowiesy, Mszczonów, Nowy Kawęczyn, Radziejówice, Skierniewice, Wiskitki, Żyrardów